# Lophuromys roseveari
Lophuromys roseveari és un rosegador del gènere Lophuromys que viu a un altitud d'entre 1.000 i 3.100 metres a Mont Camerun (Camerun). Aquesta espècie pertany al subgènere Lophuromys i està relacionada amb L. sikapusi. Fou anomenat en honor de D. R. Rosevear, per la seva visió dels mamífers de l'Àfrica occidental i central.
L. roseveari és un Lophuromys no clapat de cua curta i es pot reconèixer pel crani estret, les bul·les i les orelles grosses i el pelatge suau i llarg (els pèls fan uns 15 mm de llarg). La llargada total és d'entre 164 i 219 mm, la llargada corporal d'entre 104 i 141 mm, la llargada de la cua d'entre 50 i 78 mm, la llargada de les potes posteriors d'entre 20,0 i 25,1 mm, la llargada de les orelles d'entre 16 i 21 mm i el pes d'entre 49 i 88 grams.